# Электронный учебный курс
Электронный учебный курс (ЭУК) — это образовательное электронное издание, или информационная система комплексного назначения для реализации дидактических возможностей средств информационно-коммуникационных технологий и поддержки учебного процесса в учреждениях общего, специального, профессионального образования, а также для самообразования в рамках учебных программ, в том числе нацеленных на непрерывное образование. ЭУК является частью электронного образования.

## Функции
ЭУК позволяет выполнять все основные методические функции электронных изданий:
- справочно-информационные;
- контролирующие;
- функции тренажера;
- имитационные;
- моделирующие;
- демонстрационные.

С точки зрения информационно-коммуникационных технологий ЭУК — это информационная система (программная реализация) комплексного назначения, обеспечивающая посредством единой компьютерной программы, без обращения к бумажным носителям информации, реализацию дидактических возможностей средств ИКТ во всех звеньях дидактического цикла процесса обучения:
- постановку познавательной задачи;
- предъявление содержания учебного материала;
- организацию применения первично полученных знаний (организацию деятельности по выполнению отдельных заданий, в результате которой происходит формирование научных знаний);
- обратную связь, контроль деятельности учащихся;
- организацию подготовки к дальнейшей учебной деятельности (задание ориентиров для самообразования, для чтения дополнительной литературы).

При этом ЭУК, обеспечивая непрерывность и полноту дидактического цикла процесса обучения, предоставляет теоретический материал, организует тренировочную учебную деятельность и контроль уровня знаний, информационно-поисковую деятельность, математическое и имитационное моделирование с компьютерной визуализацией и сервисные функции.
Электронный учебный курс может иметь встроенные механизмы адаптации под нужды конкретного учащегося, делающие процесс обучения более индивидуальным, а значит и более эффективным. Эти механизмы должны учитывать возможные различия между обучаемыми, определяющие разницу в восприятии учебного материала.

## Процесс разработки и запуска
В процессе разработки и эксплуатации ЭУК участвуют методист, автор курса, технический консультант, программист, оператор, преподаватель.
Методист составляет структуру и разрабатывает сценарии обучения, подбирает объекты для ЭУК. Автор курса формирует объекты обучения в соответствии со структурой ЭУК и сценариями обучения. Технический консультант координирует вопросы по разработке платформы, в которой планируется реализация проекта. Программист создает программные модули, тестирует их и поддерживает техническую часть. Оператор вносит и обновляет текстовую и графическую информацию. Преподаватель работает с ЭУК в процессе обучения и принимает участие в его тестировании перед запуском проекта.

## Преимущества
Для педагогов
ЭУК помогает рационально распределить время преподавателя и провести мониторинг деятельности обучающихся — интерактивная онлайн система позволяет мгновенно получить информацию и результаты освоения учебного материала по каждому ученику, и максимально сокращает время на сбор и обработку результатов.
Для обучающихся
Возможность освоения учебного материала в индивидуальном, привычном темпе благодаря возможности дистанционного обучения. Интерактивный функционал, различные мультимедийные системы самоконтроля, визуальное отображение собственных достижений в моменте и наглядно за периоды.